# I'm Around
I'm Around é o quinto mixtape da rapper americana Remy Ma. A mixtape foi lançada em 31 de outubro de 2014. I'm Around apresenta uma aparição convidada do marido de Remy, o rapper Papoose e DJ Khaled. A produção deriva de Certifyd, J Notes e Ted Smooth entre outros. O álbum é o primeiro projeto musical oficial pós-prisão da rapper.

## Sobre
Remy Ma gravou a mixtape pouco depois de sua saida da prisão em 1 de agosto de 2014. Depois de lançar vários remixes populares de músicas de hip hop de 2014, Remy decidiu manter os recursos no mínimo, falando sobre o lançamento de seu projeto. Remy, declarou à MTV News "Eles vão pegar tudo para mim, ..." Todo mundo era como se você tivesse que chegar às pessoas ... Eu adoraria fazer isso, mas eu estive fora há tanto tempo, que eu só queria que as pessoas me desem confiança".

## Faixas
| Edição padrão  |                            |                |         |  |
| N.º            | Título                     | Produtor(es)   | Duração |  |
| 1.             | "Intro" (com DJ Khaled)    | Certifyd       | 3:58    |  |
| 2.             | "I'm Around"               | Ron Browz      | 2:34    |  |
| 3.             | "White Benz"               | Certifyd       | 3:41    |  |
| 4.             | "Dying To Be Me"           | Boy Boy        | 3:46    |  |
| 5.             | "Gangsta Bitch"            | Tie Stick      | 3:36    |  |
| 6.             | "Wassup Tho"               | Sean C & LV    | 3:55    |  |
| 7.             | "Erthang Fake"             | Certifyd       | 3:27    |  |
| 8.             | "Go In Go Off"             | Jason Gilbert  | 3:08    |  |
| 9.             | "WSBH"                     | Buckwild       | 3:12    |  |
| 10.            | "Alwayz"                   | Trackz         | 2:38    |  |
| 11.            | "Black Love" (com Papoose) | Ted Smooth     | 5:16    |  |
| 12.            | "I Run New York"           | J Notes        | 1:38    |  |
| Duração total: | Duração total:             | Duração total: | 36:21   |  |